# Life Is Just a Game
Life Is Just a Game è un singolo di DJ Sammy con la voce di Loona.